# Epidendrum isthmoides
Epidendrum isthmoides är en orkidéart som beskrevs av Eric Hágsater och E.Santiago. Epidendrum isthmoides ingår i släktet Epidendrum och familjen orkidéer.
Artens utbredningsområde är Costa Rica. Inga underarter finns listade i Catalogue of Life.